# Royalton (Pensilvania)
Royalton es un borough ubicado en el condado de Dauphin en el estado estadounidense de Pensilvania. En el año 2000 tenía una población de 963 habitantes y una densidad poblacional de 1,071.4 personas por km².

## Geografía
Royalton se encuentra ubicado en las coordenadas 40°11′18″N 76°43′38″O / 40.18833, -76.72722

## Demografía
Según la Oficina del Censo en 2000 los ingresos medios por hogar en la localidad eran de $41,917 y los ingresos medios por familia eran $44,821. Los hombres tenían unos ingresos medios de $34,688 frente a los $26,513 para las mujeres. La renta per cápita para la localidad era de $18,029. Alrededor del 7.8% de la población estaba por debajo del umbral de pobreza.